# Давід Одогу
Давід Оюйю Одогу (нім. David Uyoyo Odogu, нар. 3 червня 2006, Берлін, Німеччина) — німецький футболіст нігерійського походження, захисник клубу «Вольфсбург».

## Ігрова кар'єра

### Клубна
Давід Одогу є вихованцем берлінського «Уніона». У 2020 році він приєднався до молодіжної команди клубу «Вольфсбург», з яким в грудні 2022 року підписав перший професійний контракт. Вже в січня наступного року Одогу прохожив тренувальний збірн з першою командою «Вольфсбурга».
В сезоні 2022/23 став срібним призером моложіної Бундесліги.

### Збірна
У складі юнацької збірної Німеччини (U-17) у 2023 році Давід Одогу виграв юнацький чемпіонат Європи в Угорщині. Пізніше, восени того року захисник став чемпіоном світу в складі збірної (U-17) на турнірі, що проходив в Індонезії.

## Титули
Німеччина (U-17)
 Чемпіон Європи: 2023
 Чемпіон світу: 2023